# 花柱草
花柱草（学名：Stylidium uliginosum）为花柱草科花柱草属下的一个种。